# Paul Beauregard
Pour les articles homonymes, voir Beauregard.
Paul Beauregard est un homme politique français né le 13 octobre 1853 au Havre (Seine-Maritime) et mort le 24 mars 1919 à Paris.

## Biographie

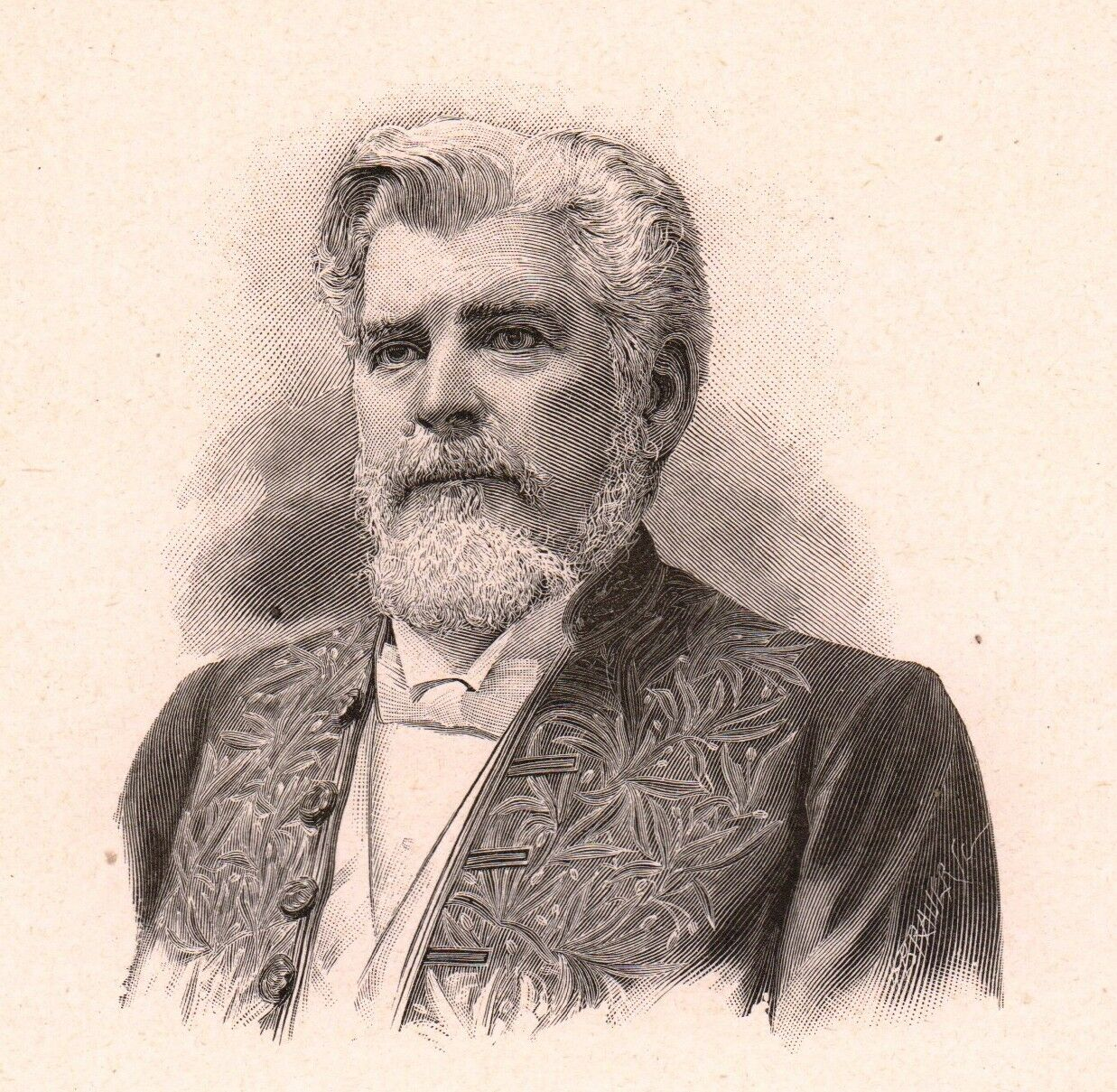
Paul Beauregard.

Paul Beauregard est le fils du Dr François Beauregard, originaire de Fécamp, et qui exerça au Havre. Docteur en droit en 1876, il est reçu à 23 ans premier au concours d'agrégation de la faculté de droit en 1877. Il est nommé professeur de droit commercial à la faculté de Douai. En 1881, il est professeur suppléant à la chaire d'économie politique de la faculté de droit de Paris, avant de devenir professeur titulaire en 1887. Il est en même temps professeur d'histoire du commerce à HEC et, en 1910, enseigne aussi à l'école libre des sciences politiques. 
Il fonde en 1891 le journal Le Monde économique puis, en 1902, La France économique et financière. Il est auteur de nombreux ouvrages d'économie, dont Éléments d'économie politique qui connut de nombreuses rééditions. Il est membre de l'Académie des sciences morales et politiques de 1906 à 1919, au fauteuil 4. Il est député de la Seine de 1898 à 1919, inscrit au groupe des Républicains progressistes.
Ce républicain modéré et libéral est le secrétaire général puis vice-président de la Fédération nationale pour la défense des contribuables contre le projet d'impôt sur le revenu (Ligue des contribuables, présidée par Jules Roche). Il succède en 1907 au député Joseph Thierry à la présidence de l'Union du commerce et de l'industrie pour la défense sociale, fondée en 1897-98. Il préside l'Union jusqu'à son décès en 1919 ; il est alors remplacé par Louis Dubois. À sa fondation en 1915, il a siégé au conseil d'administration de l'Association nationale d'expansion économique.
Ses obsèques sont célébrées à l'église Notre-Dame-d'Auteuil et il est inhumé à l'ancien cimetière de Boulogne.

## Publications
- Du paiement avec subrogation: ses origines en droit romain, sa nature et ses effets dans le droit français: thèse pour le doctorat, Paris, Parent, 1876, 323 p.
- Essai sur la théorie du salaire : la main-d’œuvre et son prix, Paris, L. Larose et Forcel, 1887, 414 p.
- Rentes salaires et profits, Paris, Guillaumin, 1889, 24 p.
- Éléments d'économie politique, Paris, 1890
- La vie économique en France pendant la guerre actuelle, Paris, Libr. militaire Berger-Levrault, 1915, 44 p.